# اللقيطة (قرية)
قرية اللقيطة هي إحدى القرى التابعة لمركز قفط في محافظة قنا في جمهورية مصر العربية. حسب إحصاءات سنة 2006، بلغ إجمالي السكان في اللقيطة 87 نسمة، منهم 51 رجل و36 امرأة.